# К̀
Cette page contient des caractères spéciaux ou non latins. S’ils s’affichent mal (▯, ?, etc.), consultez la page d’aide Unicode.
К̀ (minuscule : к̀), appelé ka accent grave, est une lettre additionnelle de l’alphabet cyrillique qui a été utilisée en tchouvache au XIXe siècle. Elle est composée du ka ‹ К › diacrité d’un accent grave.

## Utilisations

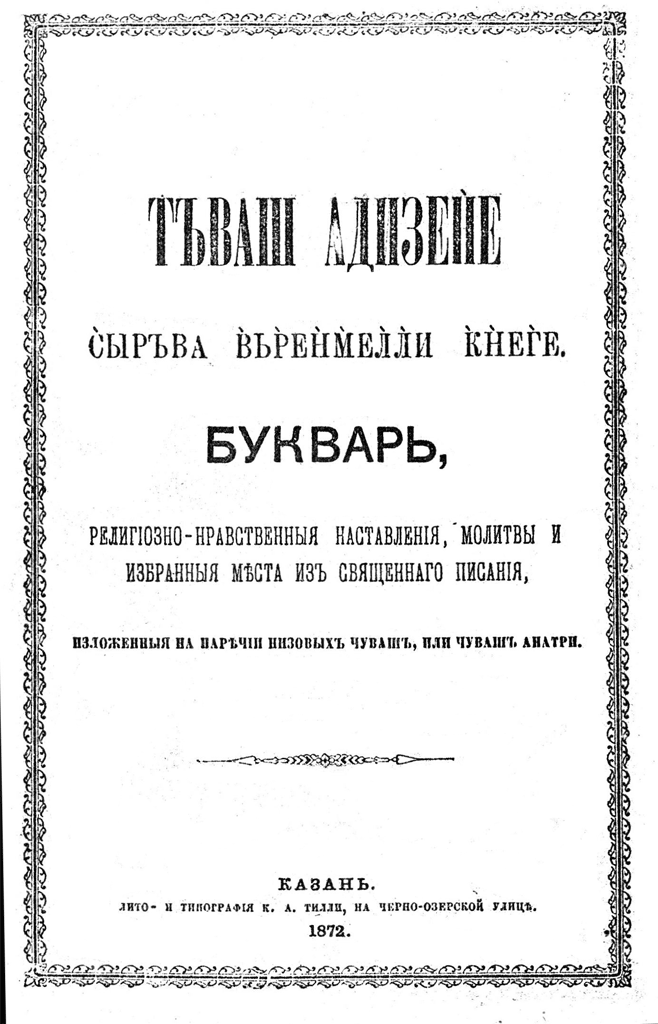
La couverture d’un syllabaire tchouvache de 1872 avec le ka accent grave.

## Représentation informatique
Le ka accent grave peut être représenté avec les caractères Unicode suivants :
- décomposé (cyrillique, diacritiques)[1],[2] :

| formes    | représentations | chaînes de caractères | points de code | descriptions                                            |
| --------- | --------------- | --------------------- | -------------- | ------------------------------------------------------- |
| capitale  | К̀               | К◌̀                    | U+041A U+0300  | lettre majuscule cyrillique ka diacritique accent grave |
| minuscule | к̀               | к◌̀                    | U+043A U+0300  | lettre minuscule cyrillique ka diacritique accent grave |